# Oplemenjena bovška ovca
Oplemenjena bovška ovca je slovenska pasma ovc, ki so jo v preteklosti razvili z oplemenjevanjem avtohtone bovške ovce.